# José António Branco
José António Gonçalves Branco (ur. 5 października 1959) – portugalski judoka. Olimpijczyk z Moskwy 1980, gdzie zajął trzynaste miejsce w wadze półlekkiej.
Uczestnik turniejów.

## Letnie Igrzyska Olimpijskie 1980
| Konkurencja | Eliminacje              | Eliminacje            | Klas. końcowa |
| Konkurencja | Przeciwnik I            | Przeciwnik II         | Miejsce       |
| ----------- | ----------------------- | --------------------- | ------------- |
| 65 kg       | Abdoulaye Thera (MLI) Z | Ilijan Nedkow (BGR) P | 13.           |